# ストレンジウェイズ、ヒア・ウイ・カム
『ストレンジウェイズ、ヒア・ウイ・カム』（Strangeways, Here We Come）は、イングランドのロック・バンド、ザ・スミスが1987年9月に発表した4作目のスタジオ・アルバム。ザ・スミスは本作のリリース前に解散を公表し、結果的に最後のスタジオ・アルバムとなった。

## 背景
1987年、ケン・フリードマンがザ・スミスのマネージャーに就任するが、同年3月にモリッシーがミュージック・ビデオの撮影をすっぽかし、それがきっかけでフリードマンはマネージャーを辞めた。ただし、ジョニー・マーは元々フリードマンの仕事ぶりを評価しており、この件以後、自分が実質的なマネージャーも努めざるを得なかったことに不満を持っていた。マーは2016年、『ガーディアン』紙のインタビューにおいて「俺は未だに、メジャーなロック・グループのマネージメントを23歳のギタリストにやらせるべきなんて思っている奴に会ったことはない」「俺達がマネージャーを追い出してからは、常に俺に負担がかかっていた。バンドが終わりに向かっていた頃、俺のパートナー（モリッシー）が、当時のマネージャーとはやっていられないと言い出して、俺達は前のやり方に戻らざるを得なかった。俺は心の準備ができていなかったし、理不尽な事態になっていった。前進する方法なんてなかったよ」と語っている。そして、マーは本作がザ・スミスの最高傑作と考えている一方、本作のレコーディング後にバンドの活動停止を提案するが、他のメンバーに反対された。
1987年5月、バンドは本作からのシングル「ガールフレンド・イン・ア・コーマ」のB面曲のレコーディング・セッションを行うが、その後マーはアメリカに渡る。8月には所属レーベルのラフ・トレード・レコードによりマーの脱退が公表され、後任としてアイヴァー・ペリーを迎えて2曲を録音するが、満足のいく結果は得られなかった。そして、9月にはマイク・ジョイスも『NME』誌において脱退を表明し、同月の第2週にはザ・スミスの解散が公表された。
「デス・オブ・ア・ディスコ・ダンサー」ではモリッシーがピアノを弾いており、ザ・スミスの楽曲としては唯一、モリッシーが楽器を演奏した曲となった。「デス・アット・ワンズ・エルボウ」のタイトルは、劇作家ジョー・オートンが母の葬儀の前日に書いた1966年12月28日の日記から引用されている。

## リリース
アルバム・タイトルはマーが発案し、「ストレンジウェイズ」とはマンチェスターの刑務所HM Prison Manchesterの通称で、本作の裏ジャケットには「ストレンジウェイズ」への方向を示す道路標識の写真が使用された。ジャケットはモリッシーがデザインし、映画『エデンの東』撮影時のリチャード・ダヴァロスの写真が使用された。
本作のリリースに先行して、1987年8月14日にはシングル「ガールフレンド・イン・ア・コーマ」が発売された。

## 反響
オリジナル・リリース当時は全英アルバムチャートで17週トップ100入りし、最高2位を記録して、バンドにとって5作目（コンピレーション・アルバムも含む）の全英トップ3アルバムとなった。また、1995年の再発盤も全英アルバムチャート入りし、38位を記録した。本作からの先行シングル「ガールフレンド・イン・ア・コーマ」は全英シングルチャートで13位に達し、その後「アイ・スターティッド・サムシング」は全英23位、「サムバディ・ラヴド・ミー」は全英30位を記録した。
アメリカのBillboard 200では、ザ・スミスのアルバムとしては最高の55位を記録した。

## 評価
Stephen Thomas Erlewineはオールミュージックにおいて5点満点中4点を付け「このグループのカタログ中、最も熟慮され、入念にプロデュースされたアルバム」「『ザ・クイーン・イズ・デッド』や『ザ・スミス』には及ばないにせよ、当惑するような作品ではなく、グループの相当な実力を要約してみせた」と評している。また、デヴィッド・ブラウンは1987年12月3日付の『ローリング・ストーン』誌のレビューで、「ストップ・ミー」に関して「この曲の終盤における、マーの突き刺すようなギター・ソロは、このレコードの情感的な聴き所の一つというだけでなく、バンドが彼の後任を起用することなく解散したことが最良の選択だったことを証明している」と評している。
Slant Magazineのスタッフが2012年に選出した「1980年代のベスト・アルバム100」では69位にランク・イン。

## 収録曲
全曲とも作詞はモリッシー、作曲はジョニー・マーによる。
1. ザ・ランド・イズ・アワーズ "A Rush and a Push and the Land Is Ours" – 3:01
2. アイ・スターティッド・サムシング "I Started Something I Couldn't Finish" – 3:47
3. デス・オブ・ア・ディスコ・ダンサー "Death of a Disco Dancer" – 5:26
4. ガールフレンド・イン・ア・コーマ "Girlfriend in a Coma" – 2:02
5. ストップ・ミー "Stop Me If You Think You've Heard This One Before" – 3:36
6. サムバディ・ラヴド・ミー "Last Night I Dreamt That Somebody Loved Me" – 5:06
7. アンハッピー・バースデイ "Unhappy Birthday" – 2:45
8. ペイント・ア・ヴァルガー・ピクチャー "Paint a Vulgar Picture" – 5:35
9. デス・アット・ワンズ・エルボウ "Death at One's Elbow" – 2:01
10. アイ・ウォント・シェア・ユー "I Won't Share You" – 2:51

## 参加ミュージシャン
- モリッシー - ボーカル(all songs)、ピアノ(on #3)
- ジョニー・マー - ギター、ピアノ、ストリングス・アレンジ、サクソフォーン・アレンジ
- アンディ・ルーク - ベース
- マイク・ジョイス - ドラムス